# St.-Antonius-Basilika (Santos)

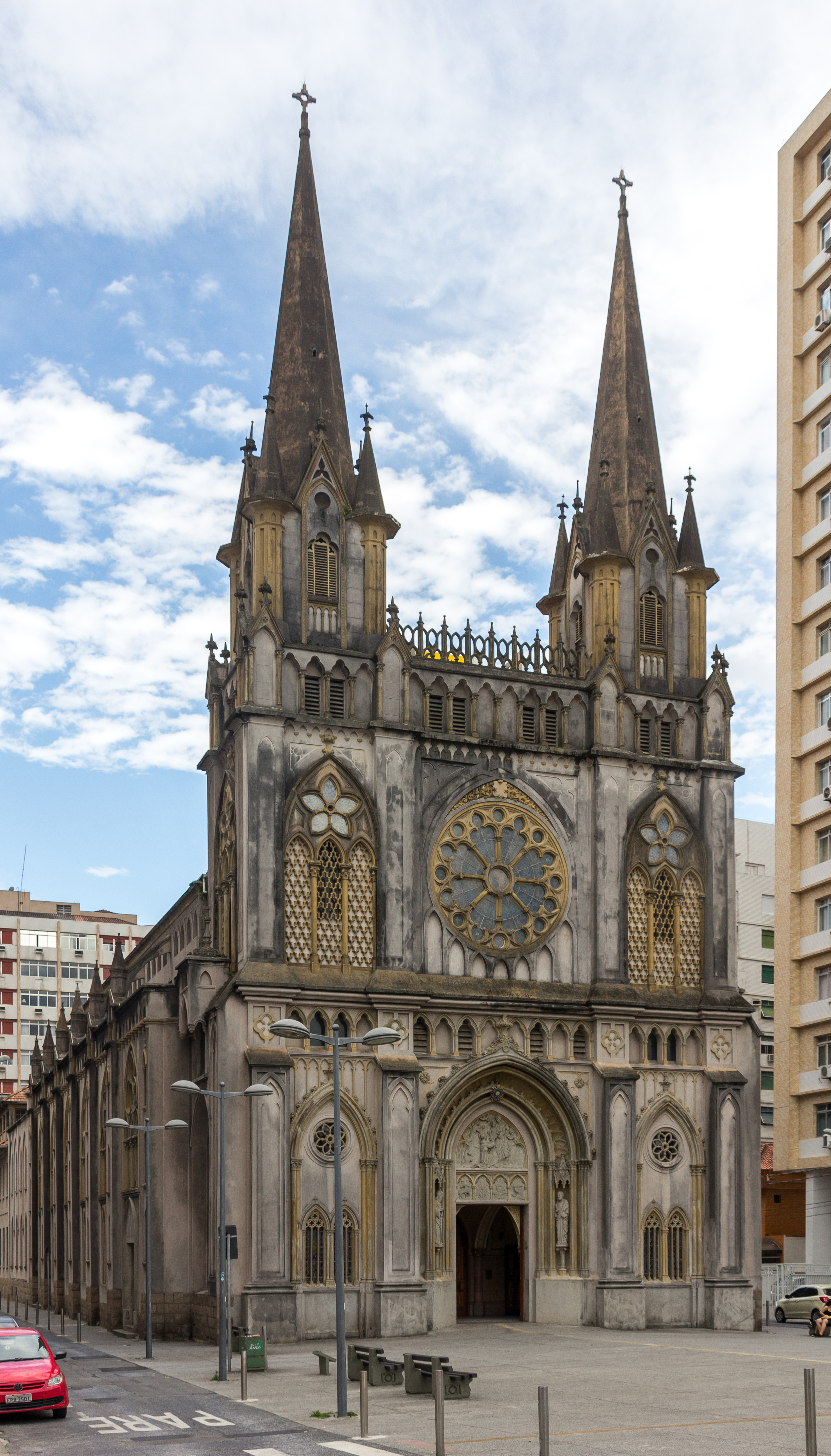
St.-Antonius-Basilika

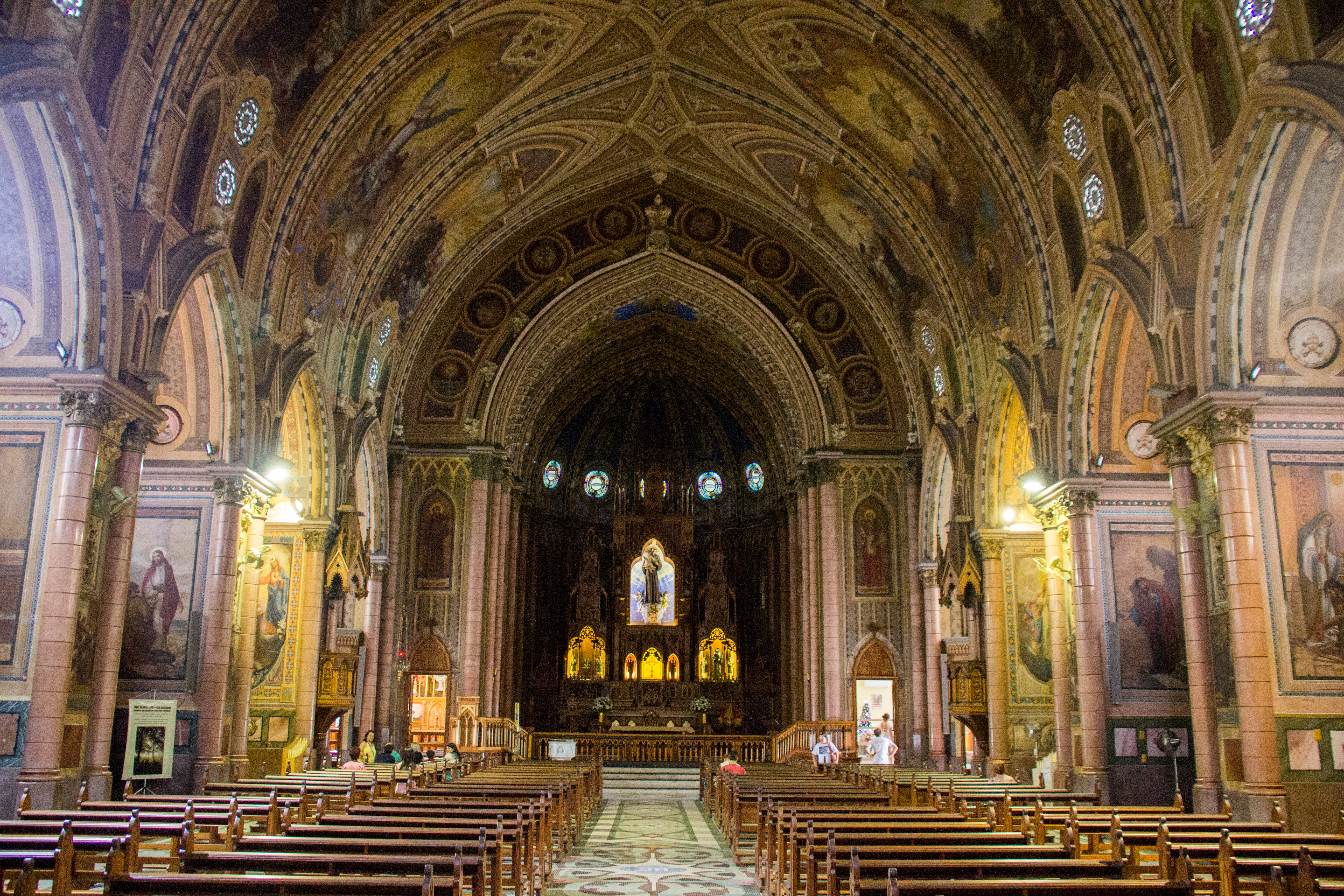
Innenraum

Die St.-Antonius-Basilika (portugiesisch Basílica de Santo Antônio do Embaré) ist eine römisch-katholische Kirche im Viertel Embraré von Santos im brasilianischen Bundesstaat São Paulo. Die Pfarrkirche des Bistums Santos ist Antonius von Padua gewidmet und trägt den Titel einer Basilica minor. Die 1945 geweihte Kirche wurde im neugotischen Stil errichtet.

## Geschichte
Die Kirche hat ihren Ursprung in der kleinen Kapelle, die Mitte 1874 von Antônio Ferreira da Silva, dem damaligen Baron von Embaré, erbaut wurde. Nach seinem Tod war die Kapelle zwanzig Jahre lang verlassen, bis sie dann wieder aufgebaut und 1911 geweiht wurde. Im Jahr 1915 wurde sie durch Pater Gastão de Moraes erweitert und zu einer Kirche ausgebaut. Sie wurde 1922 den Kapuzinern übergeben, die 1930 mit dem Neubau begannen und den Grundstein für die heutige Kirche legten. 1945 wurde sie schließlich geweiht und 1952 von Papst Pius XII. in den Rang einer Basilica minor erhoben.

## Architektur
Die Kirche wurde vom in Kassel geborenen Maximilian Emil Hehl entworfen, der in São Paulo auch die Catedral da Sé geplant hat. Er gestaltete die neugotische Saalkirche mit den typischen Elementen wie Spitzbögen und einem Rosettenfenster. Sie besitzt beidseitig Reihen von Seitenkapellen mit Buntglasfenstern, ihr eingezogener Chor schließt mit einer dreiseitigen Apsis. Die beiden Türme der Fassade schließen mit Fialen ab. Das Tympanon über dem Haupteingang zeigt eine klassische Komposition des hl. Antonius, der das Jesuskind aus den Händen der Jungfrau empfängt. Unüblicherweise befindet sich das Bild des Apostels Petrus auf der linken Seite, während der Apostel Paulus auf der rechten Seite steht.

## Ausstattung
Die Wände und die 18 Meter hohen Deckengewölbe sind detailliert mit Fresken von Pedro Gentili ausgestaltet. Sie wurden 1946 ausgeführt und 2001 restauriert. Die 44 Säulen aus rosafarbenem Granit stehen auf beiden Seiten des Kirchenschiffs und des Altars und rahmen die Seiten- und Beichtkapellen ein. Dazu gehören Gemälde, die auf die Vergebung von Sünden anspielen, wie die Vergebung des verlorenen Sohnes und Maria Magdalena.
Die Schnitzarbeiten an Türen, Paravents, Beichtstühlen, Kanzeln und Altären werden durch den Kontrast zwischen der hellen Farbe von Elfenbein und der dunklen Farbe von Zedern- und Nussbaumholz hervorgehoben. Sie stammen aus dem Atelier von Henrique Hudger. Die verwendeten Reliefs von Löwen, Drachen und anderen hybriden Tieren sind typisch für die in Deutschland verwendete ursprüngliche Gotik und werden der Herkunft des Handwerkers zugeschrieben. Der hohe Hauptaltar füllt die blau ausgestaltete Apsis aus. Auf der Eingangsempore steht die prächtige Orgel etwa 3.800 Pfeifen, flankiert von zwei in Holz geschnitzten Engeln und beleuchtet durch das dahinterliegende Rosettenfenster.